# Søren Vadstrup Jensen
Søren Vadstrup Jensen (født 24. december 1901 i Besser, død 29. august 1989) var en dansk fodboldspiller og ingeniør.
Søren Jensen spillede for AGF's fodboldhold i perioden 1924 – 1938. I 1925 scorede han to mål i finalenederlaget på 2-9 mod KB, da AGF for første gang nogensinde nåede finalen i landsfodboldturneringen. Fra 1926 og de følgende 12 år var han anfører for AGFs førstehold. Han opnåede ca. 400 kampe for AGF og efter endt karriere var han træner for AGFs førstehold i sæsonen 1938-39. Han fik 11 kampe for det Danmarks fodboldlandshold i perioden 1931-1933.
I 1945 stiftede han i Aarhus Søren Jensen Rådgivende Ingeniørfirma, som i dag stadig er i familiens eje.